# 浄春院
浄春院（じょうしゅんいん）は、埼玉県春日部市にある曹洞宗の寺院。

## 歴史
1529年（享禄2年）、幸手城の城主一色公保の開基である。隣には鷺神社・鷲神社の両社があるが、修験道本山派の寺院「不動院」の末寺の「宮本院」と「嶽之坊」が別当寺であった。とはいっても全くの無関係ではなかったらしく、1688年（貞享5年）に不動院との間に別当寺の地位をめぐる訴訟を起こし、寺社奉行の判決によって浄春院の敗訴となっている。明治期に両社の別当寺は廃寺となり、本寺の不動院は紆余曲折をへて、「飛不動」として知られる東京都台東区の正宝院に合併された。

## 交通アクセス
- 北春日部駅より徒歩17分。